# Comuna Järvakandi
Järvakandi este o comună (vald) din Județul Rapla, Estonia.